# Francisca
Cet article concerne un film. Pour le prénom, voir Francisca (prénom).
Pour plus de détails, voir Fiche technique et Distribution.
Francisca est un film portugais réalisé par Manoel de Oliveira, sorti en 1981. 
Il est présenté à la Quinzaine des réalisateurs durant le Festival de Cannes 1981. C'est l'adaptation du roman Fanny Owen (pt) d'Agustina Bessa-Luís publié en 1979.

## Synopsis
Dans les années 1850 au Portugal, l'écrivain Camilo Castelo Branco, un auteur portugais bien connu, et son ami José Augusto, tombent amoureux des deux sœurs Owen, Maria et Francisca (Fanny), filles d'un colonel anglais. Fanny est enlevée une nuit. L'amour est tissé de frustration. Amour fatal.

## Fiche technique
- Titre français : Francisca
- Réalisation : Manoel de Oliveira
- Scénario : Manoel de Oliveira d'après le roman Fanny Owen de Agustina Bessa-Luís
- Photographie : Elso Roque
- Son : Jean-Paul Mugel
- Montage : Monique Rutler
- Pays d'origine : Portugal
- Format : Couleurs - 35 mm - 1,66:1 - Mono
- Genre : biographie, drame
- Durée : 166 minutes
- Date de sortie : 3 décembre 1981 (France, 6 mai 1998)

Nota : film en costumes.

## Distribution
- Teresa Menezes : Francisca "Fanny" Owen
- Diogo Dória : José Augusto Borges
- Mário Barroso : Camilo Castelo Branco
- Alexandre Brandão de Melo : Raimundo, frère de José Augusto
- Lia Gama (pt) : dona Josefa, épouse de Raimundo et belle-soeur de José Augusto
- Glória de Matos (pt) : dona Maria Rita da Rocha Owen, mère de Francisca
- Silvia Rato : Maria Owen, soeur de Francisca
- José Wallenstein (pt) : Hugo Owen, frère de Francisca
- Manuela de Freitas (pt) : Raquel
- João Guedes (pt) : Marques
- Rui Mendes (pt) : Manuel Negrão
- António Caldeira Pires : José de Melo
- Paulo Rocha : le médecin
- Cecília Guimarães (pt) : Judite
- Adelaide João (pt) : Clotilde
- Teresa Madruga : Franzina
- Isabel de Castro
- Laura Soveral
- João Bénard da Costa (pt) (crédité Duarte de Almeida)